# Guerra del Rossiglione
La guerra del Rossiglione, anche detta guerra dei Pirenei o guerra della Convenzione, fu un conflitto che coinvolse da un lato la Francia rivoluzionaria e dall'altro la Spagna (appoggiata dal Portogallo e da reparti di Émigré monarchici francesi) tra il 1793 e il 1795, nell'ambito del più ampio conflitto generale che oppose la Francia alla Prima coalizione.
Dopo l'esecuzione di Luigi XVI di Francia (21 gennaio 1793), Manuel Godoy, capo del governo spagnolo, firmò con il Regno di Gran Bretagna la sua adesione alla Prima Coalizione contro la Francia, provocando per reazione la dichiarazione di guerra da parte della Convenzione nazionale francese. Benché la Repubblica francese si fosse mobilitata ed avesse attaccato la Spagna il 7 marzo attraverso la frontiera catalana, il capitano generale spagnolo Antonio Ricardos, al comando dell'esercito che si era preparato per invadere i territori catalani persi dalla monarchia ispanica più di un secolo prima, il Rossiglione, diresse il contrattacco. Mentre una flotta anglo-spagnola operava a Tolone a sostegno dei realisti francesi, l'esercito di Ricardos inflisse varie sconfitte agli eserciti francesi e catturò diverse fortezze di confine; prive di rifornimenti, le forze ispano-portoghesi dovettero però tornare sulle posizioni di partenza subendo il contrattacco dei francesi.
Durante le campagne del 1794 e del 1795, le truppe francesi penetrarono in Catalogna, Paesi Baschi e Navarra. Di fronte alla minaccia francese, il 22 luglio 1795 Godoy firmò con la Francia la pace di Basilea: in cambio della restituzione dei territori occupati in Spagna, quest'ultima riconosceva la Repubblica Francese e cedeva alla Francia la parte spagnola dell'isola di Santo Domingo; le relazioni commerciali venivano riprese e normalizzate.

## Antefatti
Il 21 gennaio 1793 il re Luigi XVI di Francia venne ghigliottinato per decisione della Convenzione nazionale, salita al potere dopo i tumultuosi eventi della rivoluzione francese. L'esecuzione del re scatenò la riprovazione e la rabbia delle altre monarchie europee: la Francia si trovava già in stato di guerra con la Monarchia asburgica e il Regno di Prussia, ma dopo la vittoria riportata dalle armate francesi nella battaglia di Jemappes e la seguente invasione dei Paesi Bassi austriaci (l'odierno Belgio) anche il Regno di Gran Bretagna scese in guerra contro i rivoluzionari. Si costituì ben presto una grande coalizione anti-francese man a mano che altre nazioni rompevano le relazioni diplomatiche con la Francia e subivano di conseguenza la dichiarazione di guerra da parte della Convenzione: il 1º febbraio 1793 la Francia dichiarò guerra alla Gran Bretagna e alla Repubblica delle Sette Province Unite, mentre il 7 marzo fu la volta della dichiarazione di guerra dei francesi ai danni del Regno di Spagna, un vecchio alleato della Francia monarchica e legato da vicoli dinastici al sovrano decapitato.

## La guerra

### I Pirenei orientali

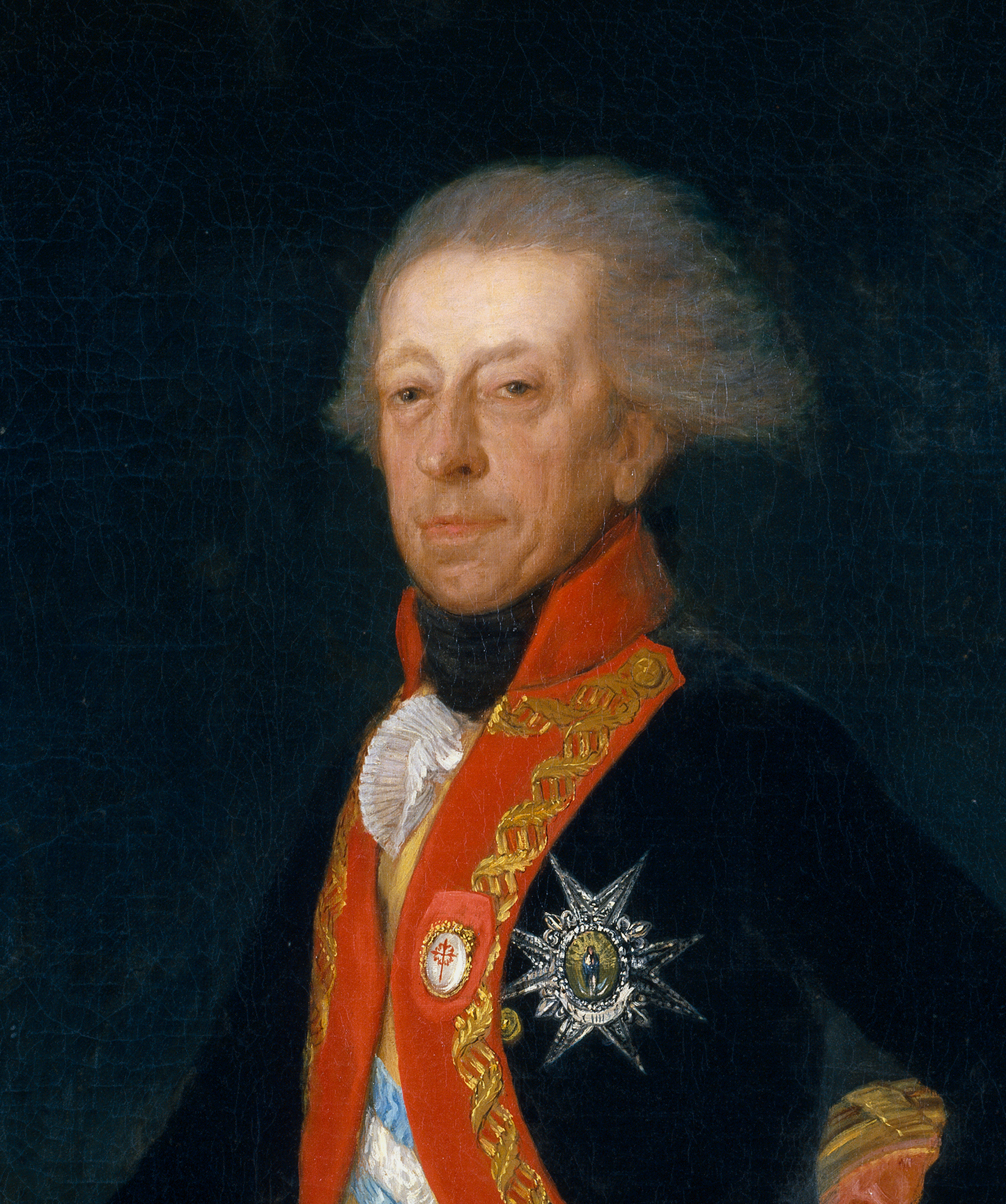
Il capitano generale Antonio Ricardos, comandante delle forze spagnole

Allo scoppio della guerra, il re Carlo IV di Spagna nominò il capitano generale Antonio Ricardos al comando dell'"Armata di Catalogna" dislocata lungo la frontiera franco-spagnola nei Pirenei orientali. L'armata di Ricardos invase la regione della Cerdagna e catturò la cittadina di Saint-Laurent-de-Cerdans il 17 aprile 1793; tre giorni dopo, gli spagnoli misero in rotta una forza francese a Céret su fiume Tech e, preso dalla disperazione, il comandante francese della regione del Rossiglione, generale Mathieu Henri Marchant de La Houlière, si suicidò. Il 30 aprile la Convenzione decretò quindi la suddivisione dell'Armata dei Pirenei francese in due distinte formazioni: l'Armata dei Pirenei occidentali sotto il generale Joseph Marie Servan de Gerbey, responsabile del fronte dall'estuario della Gironda all'alto corso del fiume Garonna, e l'Armata dei Pirenei orientali del generale Louis-Charles de Flers, incaricata di difendere tutto il territorio compreso tra la Garonna e il Rodano.
Il 19 maggio 1793 Ricardos inflisse una sconfitta alle forze di de Flers nella battaglia di Mas Deu, consentendo alle forze spagnole di porre il blocco alla piazzaforte di Fort de Bellegarde il 23 maggio seguente; l'assedio si concluse quindi con la capitolazione della guarnigione francese il 24 giugno. Il 17 luglio fu invece de Flers a infliggere una sconfitta agli spagnoli della battaglia di Perpignano, anche se le perdite riportate dai francesi furono pesanti; il 28 agosto invece una forza francese sotto il generale Luc Siméon Auguste Dagobert sconfisse un'analoga formazione spagnola sotto il generale Manuel la Peña nei pressi di Puigcerdà nella Cerdagne.
All'inizio di settembre Ricardos distaccò due divisioni sotto i generali Jerónimo Girón-Moctezuma e Juan de Courten per tagliare fuori e assediare la piazzaforte francese di Perpignano, ma questa forza subì una disfatta ad opera delle truppe del generale Eustache Charles d'Aoust nella battaglia di Peyrestortes il 17 settembre; questa mossa rappresentò la più profonda penetrazione delle forze spagnole all'interno del Rossiglione: il 22 settembre Ricardos sconfisse le truppe francesi di Dagobert nella battaglia di Truillas, ma diede poi ordine di ripiegare su una posizione difensiva dietro il corso del fiume Tech. Il 3 ottobre Ricardos respinse le truppe di d'Aoust a Le Boulou, mentre tra il 13 e il 15 ottobre la battaglia del Tech (o battaglia di Pla del Rei) vide le forze spagnole fronteggiare con successo i ripetuti assalti delle unità francesi del generale Louis Marie Turreau. Una divisione di 5 000 soldati portoghesi sotto il generale John Forbes si unì alle forze di Ricardos giusto in tempo per partecipare a una nuova sconfitta inflitta alle truppe di d'Aoust nella battaglia di Villelongue-dels-Monts il 7 dicembre; nella battaglia di Collioure del 20 dicembre, invece, una forza spagnola sotto il generale Gregorio García de la Cuesta riuscì a scacciare i reparti francesi dalle cittadine di Collioure e Port-Vendres.

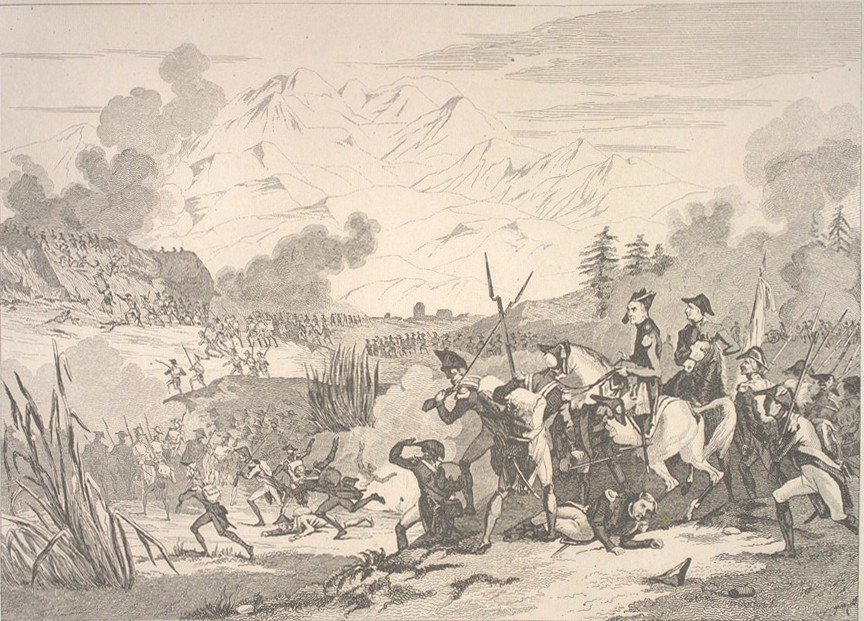
La battaglia di Truillas in una stampa dell'epoca

Ricardos morì di polmonite il 13 marzo 1794, e i successi della Spagna morirono con lui. Il capitano generale Alejandro O'Reilly morì dieci giorni dopo aver preso il posto di Rocardos, e il comando dell'Armata di Catalogna passò quindi al generale Luis Firmin de Carvajal; anche l'Armata dei Pirenei orientali francese ebbe un nuovo comandante nella persona del generale Jacques François Dugommier. Tra il 29 aprile e il 1º maggio Dugommier ottenne una vittoria sulle forze ispano-portoghesi nella battaglia di Boulou, obbligando il nemico a una ritirata a sud del confine abbandonando gran parte della sua artiglieria e delle sue salmerie; la cittadina di Collioure fu ricatturata dai francesi alla fine di maggio, un successo che portò alla cattura dell'intera guarnigione spagnola, forte di 7 000 uomini sotto il generale Eugenio Navarro, e a una precipitosa fuga via mare dei monarchici francesi presenti in città. Dugommier impose quindi il blocco alla fortezza di Bellegarde a partire da 5 maggio; seguì quindi l'inconcludente battaglia di La Junquera il 7 giugno, mentre il 13 agosto il generale Pierre Augereau sconfisse un tentativo spagnolo di rompere il blocco di Bellegarde nella battaglia di San Lorenzo de la Muga. La fortezza capitolò quindi nelle mani dei francesi il 17 settembre, dopo che la guarnigione spagnola venne ridotta alla fame.
Tra il 17 e il 20 novembre, la sanguinosa battaglia della Sierra Nera vide tanto il comandante francese Dugommier quanto quello spagnolo Firmin de Carvajal cadere uccisi in azione; il generale Dominique-Catherine de Pérignon prese quindi il comando delle forze francesi e le condusse alla vittoria sugli ispano-portoghesi. Figueres e la vicina fortezza del Castello di Sant Ferran capitolarono quindi rapidamente lasciando in mano ai francesi 9 000 prigionieri spagnoli. Le truppe del generale Pierre François Sauret portarono vittoriosamente a compimento l'assedio di Roses il 4 febbraio 1795, ma il 14 giugno seguente il generale Barthélemy Louis Joseph Schérer, che aveva rimpiazzato Pérignon alla guida dell'armata francese, subì una pesante sconfitta ad opera degli spagnoli del generale José de Urrutia y de las Casas nella battaglia di Bascara; ciò consentì agli spagnoli di riprendere le cittadine di Puigcerdà e Bellver il 26 e 27 luglio, prima che l'annuncio dell'avvenuta stipula del trattato di pace raggiungesse le forze sul campo.

### I Pirenei occidentali

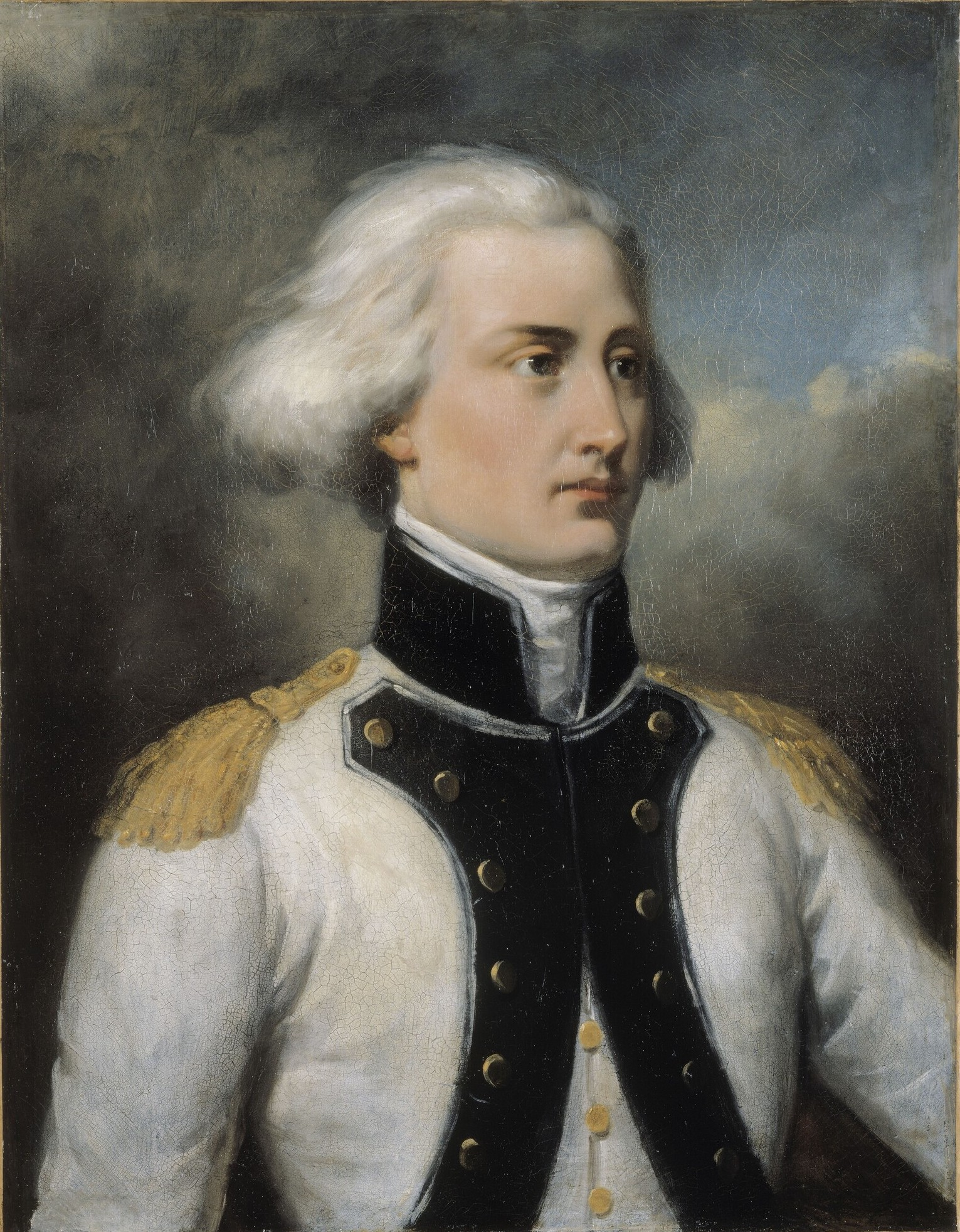
Ritratto del 1792 di Bon Adrien Jeannot de Moncey

Nel corso del 1793 il fronte dei Pirenei occidentali fu interessato solo da alcune scaramucce minori, tra cui le vittoriose azioni condotte dalla demi-brigade del generale Bon Adrien Jeannot de Moncey a Chateau-Pignon il 6 giugno, ad Aldudes in giugno e a Saint-Jean-de-Luz il 23 luglio; uno scontro più ampio fu invece la battaglia del Campo Sans Culottes il 5 febbraio 1794, che vide le truppe francesi difendere con successo una collina fortificata nei pressi di Hendaye dagli assalti di 13 000 fanti e 700 cavalieri spagnoli sotto il generale José Urrutia y de las Casas. Il 3 giugno fu la volta dei francesi attaccare: una brigata di 2 300 soldati attaccò le postazioni spagnole al passo di Izpegi (o Col d'Ispeguy), circa 13,5 chilometri in linea d'aria a occidente di Saint-Jean-Pied-de-Port, scacciandone la guarnigione di 1 000 tra spagnoli ed Émigré francesi della Légion Royal che lasciò 94 morti e 307 prigionieri in mano al nemico.
Il 3 marzo 1794 i villaggi di frontiera di Sara, Itxassou e Ascain e altri nove piccoli centri abitati della regione del Paese basco furono dichiarati "ignobili" dalle autorità della Repubblica francese dopo che 74 giovani del posto, invece di presidiare il confine per conto dell'esercito francese, erano fuggiti a sud per unirsi alle forze spagnole; l'intera popolazione locale venne ritenuta responsabile del fatto e tratta con metodi draconiani: tutti gli abitanti di età compresa tra i 3 e gli 88 anni furono stipati in carri come criminali e deportati a forza nella regione della foresta di Landes più a nord, con gli uomini separati dalle donne e tutte le loro proprietà confiscate o distrutte. Nel giro di cinque mesi circa 1 600 dei deportati erano ormai morti, e solo dopo diversi anni i superstiti poterono tornare ai loro villaggi.
Il 23 giugno 1794 il capitano generale Don Ventura Caro, al comando di una forza di 8 000 fanti e 500 cavalieri, tentò senza successo di scacciare le truppe francesi da una postazione fortificata posta sulla cima di Mont Calvaire; gli spagnoli riportarono 500 tra morti e feriti oltre a 34 prigionieri, mentre i francesi ammisero la perdita di 30 morti e 200 feriti; il 10 luglio furono invece i francesi ad attaccare, con una brigata di 4 000 uomini sotto il generale Antoine Digonet che espugnò la postazione del Monte Argintzu, circa 10 chilometri a sud di Elizondo, tenuta dagli spagnoli del Reggimento Zamora e dagli Émigré della Légion Royal: il comandante della Legione realista, il marchese de Saint-Simon, fu gravemente ferito nello scontro mentre 49 monarchici caduti prigionieri furono tutti giustiziati dai repubblicani francesi.
Il 23 luglio le forze dell'Armata dei Pirenei occidentali (formalmente agli ordini del generale Jacques Léonard Muller ma guidate sul campo dal generale de Moncey) sferrarono un'offensiva contro le postazioni fortificate spagnole tra Elizondo e Santesteban: la battaglia della Valle del Baztan si concluse con una chiara vittoria dei francesi, che alla fine del mese avevano ormai varcato il corso del fiume Bidasoa e catturato la cittadina di Hondarribia lungo la costa; per il 1º agosto de Moncey aveva costretto alla resa le forze del generale Don Vicente de los Reyes, prendendo prigionieri 2 000 spagnoli e impossessandosi di 300 cannoni. Il 3 agosto de Moncey fece un ingresso incontrastato a San Sebastián, dove furono catturati altri 1 700 spagnoli e 90 cannoni, per poi prendere pochi giorni dopo anche Tolosa; questi successi fruttarono ben presto al generale la nomina a comandante dell'intera Armata dei Pirenei occidentali.
Dal 15 al 17 ottobre de Moncey lanciò un'offensiva attraverso il Passo di Roncisvalle alla volta della città di Pamplona più a sud. Nel corso della battaglia di Orbaitzeta l'armata francese, forte di 46 000 uomini, mise in rotta i 13 000 spagnoli del generale Pedro Téllez-Girón che registrarono la perdita di 4 000 tra morti e feriti e 50 cannoni; le grandi fonderie belliche situate a Orbaitzeta ed Eugi, come pure il magazzino della flotta spagnola situato a Irati, caddero in mano ai francesi, i quali tuttavia dovettero sospendere l'avanzata per l'approssimarsi dell'inverno e lo scoppio di varie epidemie. Un ultimo scontro si verificò il 7 novembre a Bergara, quando i francesi misero in rotta la divisione di 4 000 uomini del generale Cayetano Pignatelli infliggendole la perdita di 150 morti e 200 prigionieri; la città fu presa e saccheggiata dai francesi, ma fu infine ricatturata da unità della milizia spagnola sotto il comando di Gabriel Mendizabal.
Nel corso dell'inverno de Moncey riorganizzò la sua armata, che aveva perso almeno 3 000 uomini a causa delle malattie; per il giugno 1795 il generale ricevette infine il rinforzo di un treno di artiglieria d'assedio come pure di 12 000 uomini distaccati dall'Armata dell'Ovest. Il 28 giugno de Moncey lanciò la sua offensiva mettendo rapidamente in rotta le forze spagnole che lo fronteggiavano: Vitoria cadde in mano ai francesi il 17 luglio seguita da Bilbao due giorni più tardi. Quando infine alle truppe giunse la notizia della stipula del trattato di pace, de Moncey aveva ormai varcato la linea del fiume Ebro e si preparava a investire Pamplona.

### Altri teatri
Una forza navale e terrestre spagnola al comando degli ammiragli Juan de Lángara y Huarte e Federico Carlo Gravina fu inviata a prendere parte, dal 18 settembre al 18 dicembre 1793, all'assedio di Tolone a fianco delle truppe britanniche, napoletane e dei realisti francesi; gli alleati dovettero infine sgombrare la città dopo che l'artiglieria francese (al comando di un giovane Napoleone Bonaparte) ebbe preso di mira il porto e le navi qui ancorate.
Sul mare, l'azione del 14 febbraio 1795 nelle acque del golfo di Roses in Catalogna vide il vascello spagnolo Reina María Luisa fare prigioniera la fregata francese Iphigenie al termine di una dura battaglia.

## Conclusione
Con i francesi ormai alle porte di Pamplona e le popolazioni basche in fermento, il primo ministro spagnolo Manuel Godoy si affrettò a cercare la pace con la Francia rivoluzionaria. Il 22 luglio 1795 i delegati francesi e spagnoli siglarono quindi la pace di Basilea: in cambio della restituzione dei territori spagnoli occupati da de Moncey nella regione del Gipuzkoa, la Spagna cedette alla Francia due terzi della porzione orientale della colonia di Hispaniola nei Caraibi, oltre a riconoscere formalmente il nuovo governo repubblicano insediato a Parigi. Nessun accordo di pace fu invece raggiunto con il Portogallo, che rimase in guerra contro la Francia.
Gli antichi contrasti tra Spagna e Gran Bretagna per il possesso delle colonie nei Caraibi tornarono ben presto a galla, favorendo un riavvicinamento tra i vecchi alleati spagnoli e francesi. Il 19 agosto 1796 Francia e Spagna siglarono il trattato di San Ildefonso al fine di stabilire un'alleanza in funzione anti-britannica.